# テハチャピ山地
テハチャピ山地（Tehachapi Mountains）はアメリカのカリフォルニア州南部にある山地である。
南西から北東に伸び、コースト山脈、シエラネヴァダ山脈と繋がる。
長さは約64 kmで標高は1,200 mから2,400 m程度。
この山地はサンホアキン・バレーとモハーヴェ砂漠を隔てている。
南西の端はテホン峠、北東の端はテハチャピ峠。
コロラド川からセントラル・バレーへ水を供給するカリフォルニア用水（w:California Aqueduct）が山脈を横切っている。また、ロサンゼルス・アクアダクト（ロサンゼルス上水路）が山脈の南の端を通っている。
風力発電の適地であり、有名なものでは世界最大の風力発電所アルタウインドエナジーセンターなどが存在する。総数5000本の大量の風力発電機がならぶ景色は壮観であり、ヨコハマタイヤDNAのCM、空はまるでMONKEY MAJIK のPV撮影現場として利用された。